# Буркацкий, Михаил Васильевич
Буркацкий Михаил Васильевич (8 июля 1909, Карнауховка — 16 августа 1962) — советский металлург, сталевар Кузнецкого металлургического комбината. Герой Социалистического Труда (1958).

## Биография
Родился 8 июля 1909 года в посёлке Карнауховка Екатеринославского уезда Екатеринославской губернии.
С 1925 года начал работать сталеваром на Днепропетровском металлургическом комбинате. С 1932 года работал в мартеновском цехе Кузнецкого металлургического комбината. За свою трудовую деятельность выплавил более 3 200 000 тонн стали. Неоднократно получал звание лучшего сталевара страны.
Умер 16 августа 1962 года, прямо в цеху.

## Награды
- орден «Знак Почёта» (1943)[1];
- четырежды орден Ленина (1945, 1949, 1952, 1958)[2];
- Героя Социалистического труда (1958)[1];
- Медаль «Серп и Молот» (19.07.1958).

## Память
В честь Михаила Буркацкого названа улица в Центральном районе Новокузнецка. Также, 6 февраля 1968 года, переулок Фестивальный, решением горсовета, был переименован в проезд Буркацкого.